# Mantieni l'odio per la tua vendetta
Mantieni l'odio per la tua vendetta (獨臂刀S, Dú bì dāuP) è un film del 1967 diretto da Chang Cheh. È conosciuto internazionalmente come One-Armed Swordsman. 
Il film incassò 1 milione di dollari di Hong Kong e riportò in auge il genere wuxia dopo gli anni '20 e '30, divenendo uno dei più celebri del filone, grazie ai violenti e rivoluzionari combattimenti con spada.
Fu il primo successo per il regista Chang Cheh, che si consacrò all'interno dello Studio Shaw, ma anche per la star Jimmy Wang Yu.
Si è posizionato al 15º posto dei 100 migliori film cinesi di tutti i tempi, secondo una classifica degli Hong Kong Film Awards.

## Trama
La scuola Golden Sword viene attaccata dai banditi. Il servitore Fang Cheng sacrifica la sua vita per proteggere il suo padrone Qi Ru Feng. In segno di gratitudine, Qi accetta il figlio del morente Fang Cheng, Fang Kang, come suo allievo. Anni dopo, Fang Kang viene disprezzato dai suoi compagni studenti snob a causa del suo passato povero. Decidendo che causerà solo problemi al suo maestro, Fang Kang lascia la scuola, ma incontra i suoi compagni di classe e la figlia viziata del suo maestro, Pei Er. Nel combattimento che ne segue il braccio destro di Fang viene tagliato da Pei Er, che è arrabbiata per la sua indifferenza nei suoi confronti. Inciampando, Fang cade da un ponte nella barca di passaggio di una contadina Xiao Man.
Xiao Man lo cura per rimetterlo in salute e i due si innamorano. Fang Kang è comunque depresso poiché non è in grado di praticare la sua abilità con la spada. Con riluttanza, Xiao Man gli dà un manuale di kung-fu mezzo bruciato che aveva ereditato dai suoi genitori ormai morti. Con il suo aiuto, Fang Kang è in grado di padroneggiare un nuovo stile di scherma con un braccio solo, rendendolo più forte di prima.
Nel frattempo, il maestro Qi Ru Feng si sta preparando per il suo 55º compleanno e ha invitato tutti i suoi studenti alla celebrazione per scegliere tra loro un successore in modo che possa ritirarsi dal mondo delle arti marziali. Tuttavia, i suoi vecchi nemici, il diavolo dalle lunghe braccia e la tigre sorridente Cheng, stanno cogliendo l'occasione per distruggere Qi Ru Feng. Usando un "lucchetto con la spada" appositamente progettato, tendono un'imboscata e uccidono gli studenti di Qi che si recano alla celebrazione.
Fang Kang viene a conoscenza inavvertitamente della situazione e, rompendo la promessa fatta a Xiao Man di non farsi coinvolgere nel mondo delle arti marziali, si precipita a salvare il suo maestro. Viene ritardato durante il viaggio dai complici del Diavolo dalle lunghe braccia, e quando arriva il Diavolo dalle lunghe braccia ha già ucciso la maggior parte degli studenti e ferito Qi Ru Feng. In una feroce battaglia, Fang Kang riesce a uccidere il diavolo dalle lunghe braccia, ma sceglie di tornare da Xiao Man e diventare un contadino invece di prendere il posto del suo maestro alla scuola.

## Sequel
Nel 1969 è stato realizzato un sequel dal titolo La sfida degli invincibili campioni, mentre un terzo film della trilogia è La mano sinistra della violenza. Anche questi sono diretti da Chang Cheh.